# Johan Cruijff Schaal 2024
De wedstrijd om de Johan Cruijff Schaal 2024 werd op zondag 4 augustus 2024 gespeeld. De wedstrijd vond plaats in het Philips Stadion te Eindhoven. Landskampioen PSV, bij aanvang veertienvoudig winnaar en voor de eenentwintigste keer deelnemer, trad aan tegen bekerwinnaar Feyenoord, bij aanvang viervoudig winnaar en voor de twaalfde keer deelnemer.
Het was de zevende keer dat Feyenoord en PSV tegenover elkaar stonden in de Nederlandse Supercup. PSV won eerder vier keer en Feyenoord tweemaal. De laatste keer was in 2023, toen PSV met 1-0 won door een doelpunt van Noa Lang.  

## Wedstrijddetails
|                                                |                                                      |                  |                                                                               | |
| Johan Cruijff Schaal 4 augustus 2024 18:00 uur | PSV                                                  | 4 – 4 2 – 4 pen. | Feyenoord                                                                     | Stadion: Philips Stadion Scheidsrechter: Jeroen Manschot Assistenten: Joost van Zuilen Assistenten: Freek Vandeursen Vierde official: Marc Nagtegaal Video-assistent: Pol van Boekel AVAR: Stefan de Groot |
| Johan Cruijff Schaal 4 augustus 2024 18:00 uur | Noa Lang 9' Luuk de Jong 48' 80' (pen.) Guus Til 65' |                  | 29' (pen.), 54' (pen.) Santiago Giménez 33' Bart Nieuwkoop 72' Antoni Milambo | Stadion: Philips Stadion Scheidsrechter: Jeroen Manschot Assistenten: Joost van Zuilen Assistenten: Freek Vandeursen Vierde official: Marc Nagtegaal Video-assistent: Pol van Boekel AVAR: Stefan de Groot |
| Johan Cruijff Schaal 4 augustus 2024 18:00 uur | Strafschoppen                                        |                  |                                                                               | Stadion: Philips Stadion Scheidsrechter: Jeroen Manschot Assistenten: Joost van Zuilen Assistenten: Freek Vandeursen Vierde official: Marc Nagtegaal Video-assistent: Pol van Boekel AVAR: Stefan de Groot |
| Johan Cruijff Schaal 4 augustus 2024 18:00 uur | Ricardo Pepi Johan Bakayoko Guus Til Malik Tillman   |                  | Lutsharel Geertruida Ayase Ueda Dávid Hancko Luka Ivanušec                    | Stadion: Philips Stadion Scheidsrechter: Jeroen Manschot Assistenten: Joost van Zuilen Assistenten: Freek Vandeursen Vierde official: Marc Nagtegaal Video-assistent: Pol van Boekel AVAR: Stefan de Groot |
|                                                |                                                      |                  |                                                                               | |

1949 · 1989 · 1991 · 1992 · 1993 · 1994 · 1995 · 1996 · 1997 · 1998 · 1999 · 2000 · 2001 · 2002 · 2003 · 2004 · 2005 · 2006 · 2007 · 2008 · 2009 · 2010 · 2011 · 2012 · 2013 · 2014 · 2015 · 2016 · 2017 · 2018 · 2019 · 2020 · 2021 · 2022 · 2023 · 2024